# Episodi di Legends of Tomorrow (seconda stagione)
La seconda stagione della serie televisiva DC's Legends of Tomorrow è stata trasmessa in prima visione assoluta negli Stati Uniti d'America da The CW a partire dal 13 ottobre 2016. In Italia è trasmessa in prima visione sul canale pay Premium Action dal 4 settembre 2017. In chiaro la stagione è stata trasmessa dal 20 gennaio al 3 marzo 2019 ogni domenica nel day-time su Italia 1. L'episodio 7, crossover Invasione!, è stato trasmesso invece il 6 luglio 2018 alle 10:10 sempre su Italia 1.
Il settimo episodio, Invasione!, è la quarta e ultima parte di un crossover con le serie Supergirl, The Flash e Arrow.
Durante questa stagione entrano nel cast principale Matt Letscher, Maisie Richardson-Sellers e Nick Zano, mentre ne escono Arthur Darvill e lo stesso Letscher. Wentworth Miller ricompare come guest star.
Gli antagonisti principali di questa stagione sono Leonard Snart e La Legione del Destino.
| n° | Titolo originale               | Titolo Italiano               | Prima TV USA     | Prima TV in Italia |
| -- | ------------------------------ | ----------------------------- | ---------------- | ------------------ |
| 1  | Out of time                    | Fuori dal tempo               | 13 ottobre 2016  | 4 settembre 2017   |
| 2  | The Justice Society of America | Justice Society of America    | 20 ottobre 2016  | 4 settembre 2017   |
| 3  | Shogun                         | Shogun                        | 27 ottobre 2016  | 11 settembre 2017  |
| 4  | Abominations                   | Abominio                      | 3 novembre 2016  | 11 settembre 2017  |
| 5  | Compromised                    | Compromesso                   | 10 novembre 2016 | 18 settembre 2017  |
| 6  | Outlaw Country                 | Stato fuorilegge              | 17 novembre 2016 | 18 settembre 2017  |
| 7  | Invasion!                      | Invasione!                    | 1 dicembre 2016  | 2 ottobre 2017     |
| 8  | The Chicago Way                | Gli intoccabili               | 8 dicembre 2016  | 2 ottobre 2017     |
| 9  | Raiders of the Lost Art        | I predatori dell'arte perduta | 24 gennaio 2017  | 2 ottobre 2017     |
| 10 | The Legion of Doom             | La legione del destino        | 31 gennaio 2017  | 9 ottobre 2017     |
| 11 | Turncoat                       | Voltagabbana                  | 7 febbraio 2017  | 9 ottobre 2017     |
| 12 | Camelot/3000                   | Camelot 3000                  | 21 febbraio 2017 | 16 ottobre 2017    |
| 13 | Land of the lost               | La valle dei dinosauri        | 7 marzo 2017     | 16 ottobre 2017    |
| 14 | Moonshot                       | L'uomo sulla Luna             | 14 marzo 2017    | 23 ottobre 2017    |
| 15 | Fellowship of the Spear        | La compagnia della lancia     | 21 marzo 2017    | 23 ottobre 2017    |
| 16 | Doomworld                      | Il mondo dei cattivi          | 28 marzo 2017    | 30 ottobre 2017    |
| 17 | Aruba                          | Aruba                         | 4 aprile 2017    | 30 ottobre 2017    |

## Fuori dal tempo
- Titolo originale: Out of time
- Diretto da: Dermott Downs
- Scritto da: Greg Berlanti, Chris Fedak, Phil Klemmer e Marc Guggenheim

### Trama
La prima stagione finiva con l'avvertimento di Rex Tyler della JSA (Justice Society of America) di non tornare nel 1942, e la seconda incomincia con Nathan Heywood che, credendo che le leggende fossero in pericolo, chiede aiuto a Oliver Queen per ritrovarle. Localizzano la Waverider sul fondo dell'Oceano Atlantico e Mick Rory in stasi. Una volta risvegliato, racconta ciò che è accaduto. Tutto era incomiciato nella Francia del 1637 quando scongiurarono un attentato alla vita del re di Francia, Luigi XIII, da parte degli uomini del cardinale Richelieu armati di pistole laser. In seguito, sulla Waverider, Gideon li informa di un'anomalia nel 1942, in cui i nazisti distrussero New York con una bomba atomica e intuiscono che per impedire questo devono rapire Albert Einstein prima dei nazisti. Nel frattempo Sara scopre che Damien Darhk, l'assassino di sua sorella, si trova a New York e, mentendo agli altri, va a cercarlo per vendicarsi, ma viene fermata in tempo da Ray Palmer e così si riuniscono al gruppo. Per impedire che la bomba atomica colpisca New York, il capitano Hunter interpone la sua nave tra essa e la città, ma prima della collisione disperde nel tempo i suoi compagni. Dopo il racconto, Mick e Nathan partono alla ricerca delle Leggende. Trovano Ray nel sud Dakota di 70 milioni di anni fa a combattere i dinosauri, il Dr. Stein e Jackson a Tintangel, Inghilterra, nel 821 e Sara a Salem nel 1693. Intanto, nel sottomarino di Darkh, i nazisti si ribellano a lui perché pretendono un'altra bomba atomica, ma interviene Eobard Thawne che li uccide tutti. L'episodio si conclude con le Leggende che aiutano Einstein a ricongiungersi con la moglie e la JSA che li fermano prima che partano.
- Guest star: Matt Letscher (Eobard Thawne/Reverse Flash), Nick Zano (Nathan Heywood/Cittadino Acciaio) e Stephen Amell (Oliver Queen/Freccia Verde)

- Ascolti USA: telespettatori 1 820 000.[7]

## Justice Society of America
- Titolo originale: The Justice Society of America
- Diretto da: Michael Grossman
- Scritto da: Chris Fedak e Sarah Nicole Jones

### Trama
Le leggende e la JSA combattono contro i nazisti per un amuleto. Affrontano un soldato tedesco con un super siero, datogli da Thawne, capace di alterare la struttura molecolare di un individuo, trasformandolo completamente. Ray e Vixen vengono catturati durante un attacco e il soldato in questione usa Ray per duplicare il siero e fornirlo a tutto l'esercito tedesco. Ray però, sentendosi vulnerabile, decide di modificare la formula, rendendo il composto capace di mutare la struttura molecolare, ma solo irrobustendo l'individuo. Durante la lotta per liberarli Nate riesce a uccidere il super soldato nazista, ma viene ferito da una bomba e, una volta sulla nave, Ray gli inietta il siero facendolo guarire. Alla fine dell'episodio, nella sala della JSA, Rex Tyler viene ucciso dall'anti-flash e tolto dalla linea temporale. Prima di morire viene trovato da Vixen, alla quale gli dice che il colpevole è un viaggiatore del tempo.
- Ascolti USA: telespettatori 1 800 000.[8]

## Shogun
- Titolo originale: Shogun
- Diretto da: Kevin Tancharoen
- Scritto da: Phil Klemmer e Grainne Godfree

### Trama
Nate, dopo avere assunto la versione rielaborata del siero dei nazisti riesce a trasformare la sua pelle in acciaio. Amaya dopo avere trovato Rex morto pensa che siano state le leggende e così tenta di ucciderle, ma dopo averla catturata le spiegano che non hanno colpa di quello che gli è accaduto. Intanto Nate sta testando i suoi poteri con Ray e per sbaglio, il portello della nave si apre e Nate cade nel flusso temporale ritrovandosi nel Giappone feudale, mentre Ray lo insegue per aiutarlo. In un villaggio vicino Honshu una donna giapponese di nome Masako trova e porta a casa sua Nate, ma lei e la sua famiglia venendo a contatto con lui avranno problemi con lo Shogun. Le leggende sono intenzionate ad aiutarla e, per farlo, Ray sarà costretto a cedere allo Shogun la sua tuta che in seguito verrà distrutta con il generale al suo interno. Stein e Jefferson restano sulla nave e scoprono uno scompartimento segreto, dove ci sono delle armi pesanti, ma oltre questo, vi è in arrivo un messaggio dal 2056 da Barry Allen. Infine si scopre che la famiglia di Masako è legata agli Yamashiro.
- Guest star: Grant Gustin (Barry Allen/Flash) (voce)

- Ascolti USA: telespettatori 1 750 000.[9]

## Abominio
- Titolo originale: Abominations
- Diretto da: Michael Allowitz
- Scritto da: Marc Guggenheim e Ray Utarnachitt

### Trama
Guerra di secessione. Il gruppo dovrà affrontare una nuova anomalia: zombie. Gli umani sottoposti a un particolare virus hanno iniziato ad agire in maniera impulsiva e senza cervello. Il gruppo si troverà diviso: Ray e Stein sulla nave per aiutare Mick, Sara e Nate aiuteranno i soldati dell'Unione contro gli zombie, Jax e Vixen si fingeranno servi per la festa a casa Collins. Per sconfiggere gli zombie Nate userà i suoi poteri per farli esplodere, mentre Mick verrà sottoposto al virus zombie. Jax e Vixen libereranno gli schiavi, scoprendo così anche i piani dei confederati. Sulla nave Ray sembra avere trovato qualcos'altro da fare: essere un nuovo partner per Mick. L'episodio finisce con una canzone degli schiavi sulla libertà.
- Ascolti USA: telespettatori 1 750 000.[10]

## Compromesso
- Titolo originale: Compromised
- Diretto da: David Geddes
- Scritto da: Keto Shimizu e Grainne Godfree

### Trama
Miami, 1987. Durante una trattativa per comprare una reliquia Damien Darhk viene attaccato dalla DAE e in suo aiuto arriva l'Anti Flash. Sulla nave temporale Mick e Ray si addestrano per fare usare la pistola congelante di Snart a Ray; Vixen e Nate parlano per la prima volta di Rex, e subito dopo arriva loro un segnale dalla Casa Bianca. Il gruppo, per avvicinarsi alla Casa Bianca, decide di fare il tour turistico, dove però si dividono poco dopo. Nate e Vixen vanno alla base di addestramento della JSA del 1987, ma la trovano abbandonata; cercando all'interno trovano una vecchia foto del Team JSA del 1942, ma in quella base non sono soli: dall'alto vengono osservati da un uomo incappucciato. Nella Casa Bianca Stein rivede il se stesso da giovane, rimanendone sorpreso, in quanto non aveva mai messo piede prima lì dentro. Durante il giro Mick e Ray cercano di rafforzare il loro legame, ma incontrano Damien Darhk e capiscono che l'anomalia è legata alla sua presenza. Nella base della JSA Vixen incontra Todd, invecchiato e apparentemente arrabbiato con lei per averli abbandonati. Sara, sentendo di Damien, si arrabbia e inizia a cercarlo, e per fermarla Mick e Ray intervengono, aiutati subito dopo da Firestorm. Ritornati sulla nave temporale Stein cerca di fare ragionare Sara riguardo l'uccidere Darhk. Nella base della JSA Todd e Vixen parlano della morte di Rex e di come la squadra si sia distrutta dopo la morte di quest'ultimo e l'abbandono di Vixen. Scoprendo un possibile incontro di Damien Darhk Mick e Ray vanno a spiarlo. Darhk si incontra con un membro della società sovietica, ma durante l'incontro si presenta Stein da giovane, per presentarsi a Darhk e Stein scopre dell'incontro fuori orario con i sovietici. Darhk attacca e ferisce il giovane Stein e anche lo Stein anziano viene ferito. Sulla nave i due Stein vengono portati in infermeria per essere curati. Vixen e Nate si rimettono in contatto con Todd, non riuscendo a capire dove possa trovarsi Darhk, e cercano di farsi aiutare usando i contatti di Todd nel governo. Tutta la squadra si reca al ricevimento del trattato con i russi e incontrano Clarissa, la moglie di Stein. Durante la serata arriva Darhk e le leggende si preparano ad attaccarlo. Trovano Darhk che scambia un CD con un membro sovietico e, vedendo le leggende, iniziano i combattimenti. Nella sala del ricevimento Ray e Mick trovano una bomba piazzata da Darhk. Durante gli scontri Darhk ferisce Todd, sparandogli, mentre Ray disinnesca la bomba. Sara lascia vivere Darhk, ma scopre che l'assassino di Rex è un velocista. Todd viene guarito da Gideon e se ne ritorna a casa. Vixen svela a Nate altri dettagli della vita di suo nonno (Capitano Acciaio). Thawne e Darhk si mettono d'accordo per viaggiare insieme nel tempo e cambiare il destino di entrambi.
- Ascolti USA: telespettatori 1 770 000.[11]

## Stato fuorilegge
- Titolo originale: Outlaw Country
- Diretto da: Cherie Nowlan
- Scritto da: Matthew Maala e Chris Fedak

### Trama
Liberty, Colorado, 1784. Nuova anomalia. La squadra cerca di capire a cosa serva l'amuleto che vuole Darhk, ma vengono appunto catapultati in una nuova avventura nel tempo. Stein e Jax sono in disaccordo sul messaggio che Barry aveva inviato a Rip. Appena arrivati si trovano davanti all'impiccagione di Jonah Hex, un amico che avevano conosciuto con Rip e Sara spara alla corda per aiutarlo. Scoprono che la mappa dell'America è cambiata, e un certo Turnbull aveva conquistato parte degli Stati. Mick entra nel saloon per fare da esca seguito da Vixen; Ray, Jax e Nate si fingono esattori delle tasse, ma durante la ricerca di documenti vengono attaccati dagli uomini di Turnbull, e dopo averli battuti i tre si travestono da fuorilegge. Mick inizia una rissa con Turnbull. Stein, rimasto sulla nave temporale, si fa visitare da Gideon in infermeria per le continue emicranie. Durante la ricerca Ray, Jax e Nate trovano una grande quantità di stella nana, che non fa parte del 1700, ma che sicuramente è stata rubata a qualche viaggiatore del tempo. Malgrado all'inizio sembra che stia per scoppiare una rissa Mick inizia a bere e fare amicizia con Turnbull. Jonah interviene per catturare Turnbull, tenendo conto che era un cacciatore di taglie. Si scopre che la pallottola usata da Turnbull, quando ha sparato, aveva come ingrediente anche parte della stella nana. Durante gli scontri Nate, usando i suoi poteri, cerca di proteggere Mick, ma viene colpito dalla pallottola alla stella nana e viene ferito gravemente. Jonah spiega a Sara di Calvert, la città dove ne è uscito fortemente ustionato, e di come la causa sia stata di Turnbull. Dopo avere scoperto i piani di Turnbull, grazie a Ray, il team si divide: Ray, Jax e Nate vanno a fermare un treno, mentre Sara e Jonah vanno al campo di Turnbull con un diversivo, e Mick e Vixen dispongono alcuni esplosivi nella miniera per farla saltare. Jonah cattura Turnbull. Nate si para davanti al treno, usando i suoi poteri, per farlo rallentare. Nate ha salvato un po' di stella nana per Ray, il quale ha costruito un'armatura per Nate. Sara comunica alla squadra che nel 2016 c'è bisogno di loro e che devono subito partire, anticipando il crossover Invasion!.
- Ascolti USA: telespettatori 1 850 000.[13]

## Invasione!
- Titolo originale: Invasion!
- Diretto da: Gregory Smith
- Scritto da: Greg Berlanti, Chris Fedak, Phil Klemmer e Marc Guggenheim

### Trama
Stein, Jax, Ray, Nathan, Mick e Amaya devono collaborare con Barry Allen, Oliver Queen, John Diggle e Supergirl (aliena proveniente da un'altra dimensione) per scongiurare la minaccia nel 2016 degli invasori alieni noti come Dominatori. Stein cerca di creare un'arma contro di loro, quindi Caitlin lo convince a lavorare con sua figlia Lily dato che è una scienziata specializzata in nanotecnologie. Stein è molto distante con sua figlia a livello emotivo dato che non ha ricordo di lei visto che è nata da un'alterazione temporale quando ha interagito con la sua versione più giovane, affermando che a missione finita tornerà indietro nel tempo eliminando sua figlia dal piano esistenziale. Nathan suggerisce di tornare indietro nel tempo a quando i Dominatori giunsero sulla Terra la prima volta, a Redmond, in Oregon, nel 1951, per catturare un dominatore e imparare a conoscerli. La nuova presidentessa degli Stati Uniti, che ha appena sostituito il suo predecessore ucciso dai Dominatori, fissa un appuntamento con Oliver, Barry, Sara, Jax, Diggle e Ray, ma al suo posto si presenta l'agente dei servizi segreti Smith che cerca di catturarli con i suoi uomini, ma Barry li mette facilmente al tappeto. Intanto Nathan, Amaya, Mick, Felicity e Cisco, viaggiando nel passato con la Waverider, catturano un dominatore, ma poi la versione più giovane dell'agente Smith cattura sia l'alieno che le Leggende, mentre Cisco e Felicity rimangono nella Waverider. Felicity prova a convincere Cisco a perdonare Barry per avere alterato la linea temporale viaggiando indietro nel tempo, causando involontariamente la morte di suo fratello Dante, ma lui non riesce a farlo non potendo accettare che Barry, per salvare la sua famiglia, ha rovinato quella di Cisco. Mick, Amaya e Nathan vengono rinchiusi nella stessa cella del dominatore e gli chiedono per quale motivo sono venuti sulla Terra: lui risponde che sono incuriositi dal numero sempre maggiore di metaumani e vogliono capire se possono essere una minaccia. Smith sottopone l'alieno a delle torture, ma poi Felicity e Cisco liberano l'alieno e le Leggende. Il dominatore scappa dalla Terra con una navicella, Cisco gli ruba un transponder, poi con la Waverider tornano nel 2016. Nel presente Smith spiega alla squadra di supereroi che la prima volta i Dominatori vennero sulla Terra per una semplice ricognizione, arrivarono anche a un accordo di pace con loro, ma quando Barry è tornato indietro nel tempo per salvare sua madre alterando la linea temporale, ha dato prova della pericolosità dei metaumani spingendo quindi i Dominatori a considerarli una minaccia. Smith afferma che l'unico modo per salvare il mondo e placare la collera degli alieni è consegnargli Barry, ma Ray non è d'accordo avendo il sentore che i Dominatori non si accontenteranno mai di un solo metaumano. Stein e sua figlia riescono a creare un'arma per sconfiggere gli alieni, Stein inoltre inizia ad affezionarsi a lei rimanendo affascinato dalla sua intelligenza. Cisco usa il transponder per comunicare con il dominatore che ha salvato nel passato scoprendo che è stato lui a istigare i suoi simili ad accanirsi contro i metaumani temendo che in futuro potrebbero diventare una minaccia per tutto l'universo. Cisco perdona Barry avendo capito cosa prova perché è stato proprio Cisco, tornando indietro nel tempo, a salvare il dominatore che ha dato il via a questo conflitto. I Dominatori si apprestano a usare la loro arma, una "bomba-meta" che quando esploderà ucciderà tutti i metaumani sulla Terra, tra l'altro tutte le navicelle dei Dominatori atterrate sulla Terra si sono aperte e ne escono fuori molti Dominatori, che hanno il compito di attirare l'attenzione mentre la bomba-meta verrà rilasciata. Stein dà in dotazione i dispositivi da lui creati, che quando verranno applicati sui Dominatori invieranno un segnale che li indebolirà. Oliver, Barry, Supergirl, Diggle, Ray, Amaya, Nathan, Firestorm e Mick affrontano i Dominatori a Central City, la bomba-meta viene sganciata ma Sara e Cisco, con il raggio traente della Waverider, la bloccano. Barry e Supergirl con la loro supervelocità attaccano i dispositivi creati da Stein a tutti i Dominatori sulla Terra che Felicity aziona; gli alieni come previsto si indeboliscono e, ormai sconfitti, battono in ritirata con le loro astronavi, mentre Firestorm con i suoi poteri di trasmutazione molecolare, trasforma la bomba-meta in acqua. La Terra è salva, e la presidentessa esprime gratitudine a Oliver, Barry, Supergirl e le Leggende con una cerimonia privata. Il gruppo di eroi si separa e tutti vanno per le rispettive strade, Cisco regala a Supergirl un congegno con cui creare vortici dimensionali tra la sua realtà e la loro, così potrà comunicare con loro e venirli a trovare quando vuole. Supergirl usa il congegno per aprire un varco dimensionale tornando alla sua dimensione, mentre Stein confessa a Jax di avere involontariamente alterato la linea temporale diventando padre, ma anche se la loro missione è cancellare ogni alterazione nello spazio tempo, non ha alcuna intenzione di eliminare Lily dato che ormai le vuole bene, quindi chiede a Jax di non fare parola con nessuno della cosa.
- Guest star: Stephen Amell (Oliver Queen/Arrow), Grant Gustin (Barry Allen/Flash), Melissa Benoist (Kara/Supergirl), David Ramsey (John Diggle), Emily Bett Rickards (Felicity Smoak/Overwatch), Danielle Panabaker (Caitlin Snow), Carlos Valdes (Cisco Ramon), Christina Brucato (Lily Stein), Donnelly Rhodes (Smith), Jacob Richter (Smith giovane) Lucia Walters (presidentessa Susan Brayden).

- Ascolti USA: telespettatori 3 390 000.[15]

## Gli intoccabili
- Titolo originale: The Chicago Way
- Diretto da: Ralph Hemecker
- Scritto da: Sarah Nicole Jones e Ray Utarnachitt

### Trama
Chicago, 1927. Darhk e Thawne cercano di aiutare la malavita di Chicago per prepararsi all'arrivo delle leggende. A sorpresa compare, come terzo aiutante, Malcolm Merlyn. Sulla nave temporale Ray e Nate continuano ad allenarsi. Stein inizia a sentirsi sempre più legato alla figlia. Un'anomalia temporale porta le Leggende al 17 ottobre 1927 a Chicago, Illinois. Incontrano Eliot Ness e pensano che la sua vita sia in pericolo. Agenti, presunti, dell'FBI portano via Ness, tutto sotto gli occhi di Stein, che avendo allucinazioni, non è riuscito a vedere gli uomini e a sentire l'avviso di Sara. Gli uomini che hanno prelevato Ness, sono gli stessi che erano stati avvisati da Darhk, Thawne e Malcolm. Alla Baia dei Cadaveri, luogo dove è stato portato Ness, intervengono le nostre Leggende per salvarlo. Il tutto osservato da Darhk, che aveva fatto tutto quanto per attirarli in una trappola. Considerato che Ness doveva requisire il libro contabile di Al Capone, in quella settimana, ed essendo stato ferito gravemente, Nate prende il suo posto, per prelevare il libro. Mentre Nate e Ray si fingono due agenti dell'FBI, Sara, Jax e Stein entrano nel Chelsea Club, come clienti e infiltrati; sulla nave temporale restano Mick, Vixen e Ness. Nell'infermeria della nave, Mick ha un ricordo di Leonard Snart. Nel locale i tre incontrano Darhk e Thawne, e subito dopo Sara e Stein vengono catturati da Thawne. Jax svela alle altre leggende dello scompartimento segreto che aveva scoperto con Stein. Per decidere un piano interviene Mick, agendo come criminali. Sara e Stein si ritrovano a parlare con Malcolm, che vuole l'amuleto che hanno le leggende. Il resto del team inizia una specie di criminalità per cercare i due rapiti, in cui Mick è Clyde e Vixen è Bonnie, rapendo due uomini di Capone. Sara viene a conoscenza di Lily, la figlia di Stein. Darhk arriva con due uomini e prendono Stein per torturarlo e convincere Sara a dare loro l'amuleto. Il torturato sarebbe Thawne. Il team criminali-leggende arriva in un magazzino e trovano Sara ammanettata a una sedia; Ray e Nate cercano il libro per Ness; Mick gira nei vicoli per trovare Stein, ma si ritrova davanti un'allucinazione di Capitan Cold e alla fine trovano Stein. Al Capone trova il team mentre cerca di scappare dalla proprietà e quella che pare una fuga rapida, in realtà era ancora uno dei piani di Darhk. Arrivati alla nave temporale, Stein si offre di studiare l'amuleto e scoprire il perché dell'interesse di Darhk, Thawne e Malcolm. Guardando le registrazioni Jax vede che Stein non è altro che il velocista, e riesce a disattivare alcuni sistemi di Gideon e a fare entrare dentro la nave Capone e i suoi uomini. L'unica offensiva, per gli uomini di Capone, è Sara. Vixen scopre che sulla nave c'è l'assassino di Rex e cerca di prendere la pistola per velocisti. Mick fa cadere in trappola Thawne, mentre Vixen spara al velocista. Malcolm entra anche lui nella nave, e combatte con Sara, perdendo lo scontro vuol informare Sara sul posto di dove si trova Stein, ma solo in cambio di qualcosa. In cambio dell'amuleto, il team ha scoperto dove si trova Stein e così lo può salvare. L'amuleto è un pezzo di due e uniti, diventano una bussola, per trovare la Lancia del Destino, e per scoprirne i segreti bisogna trovare Rip Hunter, che si trova a Los Angeles e fa il regista.
- Guest star: Matt Letscher (Eobard Thawne/Anti Flash), John Barrowman (Malcolm Merlyn), Neal McDonough (Damien Darhk)

- Ascolti USA: telespettatori 2 000 000.[16]

## I predatori dell'arte perduta
- Titolo originale: Raiders of the Lost Art
- Diretto da: Dermott Downs
- Scritto da: Keto Shimizu e Chris Fedak

### Trama
New York, 6 mesi prima. L'esplosione atomica ha causato non pochi danni alla nave temporale, e il capitano Rip Hunter cerca di salvare la nave, toccando il cuore dei motori della nave.
ORA:
Mick comincia a bere come non mai, continuando a vedere Leonard, parlando con lui e chiedendo aiuto a Stein, per aiutarlo a guarire. Nate inizia a fare ricerche sull'amuleto, in maniera più approfondita, facendolo risultare al 30 d.C., ma solo con l'aiuto di Vixen riesce a capire come può, in teoria, funzionare. Si scopre quindi che l'amuleto, insieme a un altro oggetto diventa un medaglione ed esso può portare alla Lancia Sacra o Lancia del Destino.
Los Angeles, 1967. La Legione del Destino (Merlyn, Darhk e Thawne) stanno cercando nel passato Rip Hunter, e finendo per essere rapinati uccidono l'inventore del nuovo carburatore. Le leggende arrivano a Los Angeles, Hollywood, e appena si mettono alla ricerca, trovano un cartello con il loro nome sopra, con una freccia. Rip intanto mette in scena la sua vita. Rip incontra Darhk e Malcolm e subito dopo arrivano le leggende. Apparentemente sembra che Rip non si ricordi di nessuno di loro e dopo una piccola rissa tra le due squadre, Rip viene arrestato. Le leggende scoprono che la Lancia del Destino ce l'ha Rip e che devono farlo evadere. Mick, intanto, cerca di mettere i suoi pensieri con Stein. Per farlo evadere le leggende inscenano una messinscena, con Stein come strizzacervelli. Nella sala degli interrogatori, trovano un Rip totalmente spaventato e fuori di sé e riescono a uscire appena in tempo, in quanto sopraggiungono Darhk e Malcolm per prendere anche loro Rip. Ray, in sostituzione di Sara, si mette alla guida della nave temporale per andare a prendere gli altri componenti del gruppo. Le leggende riescono a portare Rip sulla nave temporale e grazie a Gideon, scoprono che ha una nuova identità. Ray e Nate scoprono anche di avere strani ricordi legati al film di Rip, e scoprono ciò da quando sono stati sul set del film. In quanto a causa dell'attacco sul set, George Lucas, aiutante di Rip nel film, smise di fare film. Le leggende si recano da Lucas per farlo rinsavire, ma solo grazie a Vixen riesce a tornare in sé. Esaminando il cervello di Mick, Stein fa una teoria su come Mick possa vedere l'amico: in quanto entrambi soggetti a oggetti dei Signori del Tempo, entrambi possono essere, in un qualche modo, legati tra loro. "Rip" si aggira sulla nave, non ricordando ancora niente. Arrivati da Lucas si scontrano con la Legione del Destino, che scopre che la lancia è stata buttata nella spazzatura. Grazie a Lucas, il team riesce a recuperare il loro potenziale, venuto meno a causa della mancanza di fiducia del regista in sé stesso. I cattivi riescono a catturare Rip, intervenuto per salvare la squadra, mentre la squadra riesce a mettersi in salvo sulla nave temporale. Durante i combattimenti Mick è stato operato al cervello per non dovere più vedere il suo ex partner, Leonard Snart, che non faceva altro che tormentarlo. Rip viene portato in una stanza di interrogatori, dove la Legione del Destino vuole interrogarlo per gli altri pezzi della Lancia.
- Ascolti USA: telespettatori 1 740 000.[17]

## La legione del destino
- Titolo originale: The Legion of Doom
- Diretto da: Eric Laneuville
- Scritto da: Phil Klemmer e Marc Guggenheim

### Trama
Rip Hunter, a cui è stata riprogrammata una nuova identità, è prigioniero di Thawne, Merlyn e Darhk, perché in possesso di informazioni sulla Lancia del Destino, ma anche torturandolo non stanno ottenendo nulla perché Rip non ha solo perso la memoria, ma ha proprio cambiato identità. Le Leggende invece, sono impegnate, oltre che a liberare Rip, a comprendere il funzionamento del Medaglione di Longino, e a scoprire chi è il misterioso velocista che devono catturare. Il Dottor Stein si recherà a Central City nel 2017 per chiedere aiuto a sua figlia Lily, la quale scoprira' di essere frutto di un'aberrazione temporale.
Darhk e Merlyn scoprono invece che Rip nel 2025 ha nascosto qualcosa in una cassetta di sicurezza in una banca di Zurigo e la rubano pensando che fosse la lancia, mentre all'interno trovano solo un dispositivo a loro sconosciuto perché proveniente dal futuro. Nel frattempo i due, pur litigando tra loro, decidono di volere costringere Eobard Thawne a farli soci alla sua pari e non soltanto dei lacchè, quindi lo rinchiudono nella cassaforte della banca appena scoprono il vero motivo per cui lui vuole cambiare la realtà: quando un suo antenato, Eddy Thawne, si è ucciso per uccidere anche Eobard, quest'ultimo si è salvato dalla cancellazione temporale solo perché membro della Forza della Velocità, ma da allora un essere mostruoso, il Flash Nero, gli sta dando la caccia per eliminarlo definitivamente; è il motivo per cui Eobard non resta mai a lungo in una stessa epoca (ha un orologio che suona per avvertirlo ogni volta che deve andare via prima di essere raggiunto dal Flash Nero). Quando i suoi soci lo rinchiudono nella cassaforte, Thawne si vede costretto a farli soci alla pari per salvarsi dal Flash Nero che sta arrivando per ucciderlo; con l'aiuto dei suoi alleati poi lo rinchiude temporaneamente nella cassaforte stessa.
Dopodiché Eobard svela ai suoi soci che l'oggetto trovato nella cassaforte è un'unità mnemonica contenente i ricordi di una persona (quasi certamente quelli di Rip) e decidono di restituirglieli ma modificando la personalità di Rip, in modo da renderlo malvagio e un loro alleato nella ricerca della lancia (promettendogli che grazie al potere dell'oggetto egli riavrà sua moglie e suo figlio). Rip pertanto diventato malvagio uccide George Washington il giorno di Natale del 1776 (il giorno prima che egli superasse il fiume Delaware e sconfiggesse gli inglesi a Trenton), sconvolgendo la storia americana.
- Guest star: Neal McDonough (Damien Darhk), John Barrowman (Malcolm Merlyn/Arciere Nero), Christina Brucato (Lily Stein), Randall Batinkoff (George Washington)

- Ascolti USA: telespettatori 1 780 000.[18]

## Voltagabbana
- Titolo originale: Turncoat
- Diretto da: Alice Troughton
- Scritto da: Grainne Godfree e Matthew Maala

### Trama
Le Leggende fanno rotta verso il New Jersey del 1776 per salvare George Washington. Una volta lì scopriranno che si tratta di una trappola, in quanto Rip vuole impossessarsi del frammento della Lancia del Destino a bordo della Waverider. Per fare questo non esita a ferire a morte Sara (che si salva solo grazie a Gideon e Martin Stein) e a minacciare gli altri componenti della squadra, facendo infuriare Jefferson Jackson con lui per le sue azioni malvagie. Intanto però, Mick Rory, con l'aiuto di Amaya e Nate (tra i quali nasce una relazione) riesce a portare in salvo George Washington, ma Rip riesce ad andare via con il pezzo di lancia, e così la Legione del Destino ora è in possesso di un pezzo su quattro.
- Guest star: Randall Batinkoff (George Washington)

- Ascolti USA: telespettatori 1 770 000.[19]

## Camelot 3000
- Titolo originale: Camelot/3000
- Diretto da: Antonio Negret
- Scritto da: Anderson Mackenzie

### Trama
Rip Hunter, nell'anno 3000, uccide Dottor Mid-Nite, un membro della JSA e si impossessa di un frammento della Lancia del Destino (il secondo per la legione). Le Leggende lo scoprono e si recano nell'anno 507 d.C. presso la corte del re Artù a Camelot, per recuperare un nuovo frammento della lancia (protetto da un altro membro della JSA, cioè Stargirl che ha assunto l'identità di Merlino) prima che se ne appropri La Legione del Destino capitanata da Rip Hunter e Damien Darhk. I due, tramite un congegno futuristico rubato nel 3000, riescono a impossessarsi della mente dei Cavalieri della Tavola Rotonda e dello stesso re Artù per costringere Merlino a cedere il suo pezzo di lancia alla Legione. Dinnanzi al rifiuto di Camelot di cedere all'ultimatum, si scatena una battaglia epica tra le forze di Camelot e quelle dei cavalieri controllati dalla Legione, alla quale Ray Palmer si ostina a partecipare in quanto sin da bambino ha creduto negli ideali di Camelot. Grazie all'intervento di Stein e Rory, i cavalieri controllati dalla Legione tornano liberi e Darhk è costretto a fuggire abbandonando Rip, che viene quindi catturato dalla squadra delle Leggende che lo imprigiona nella Waverider, e recupera il pezzo di lancia che Stargirl aveva nascosto nella spada nella roccia.
- Guest star: Sarah Grey (Courtney Whitmore/Stargirl), Kwesi Ameyaw (Charles McNider/Dr. Mid-Nite), Elyse Levesque (Regina Ginevra), Nils Hognestad (re Artù)

- Ascolti USA: telespettatori 1 640 000.[20]

## La valle dei dinosauri
- Titolo originale: Land of the Lost
- Diretto da: Ralph Hemecker
- Scritto da: Keto Shimizu e Ray Utarnachitt

### Trama
Rip, in cella sulla Waverider, con la forza della sua mente riesce a prendere il controllo di Gideon e della nave che però perde la rotta schiantandosi nel Periodo Cretaceo. Amaya, Palmer e Nate sbarcano alla ricerca del delineatore temporale di bordo andato perduto nell'impatto a terra. È un congegno che può consentire loro di effettuare un salto temporale per lasciare quella pericolosa era preistorica, ma il compito non è affatto semplice perché è andato a finire dentro un nido di tirannosauro. Intanto Sara e Jax, rimasti a bordo della nave insieme a Rory e al professor Stein, avuta la meglio su Rip e dopo averlo sedato, si sottopongono a una sessione di intrusione cognitiva, una delicata e temibile procedura che consente la connessione di una mente con un'altra. Il loro scopo è quello di farsi dire da Rip dove si trova il Comandante Acciaio della JSA che ha con sé il prezioso ultimo frammento della Lancia.
Riescono infine a ripristinare la vecchia personalità di Rip (che torna quindi dalla parte delle Leggende) e riprendono il viaggio per recuperare l'ultimo pezzo di lancia.
Intanto, nel 1970, Eobard Thawne è con l'astronauta John Swigert (famoso per avere preso parte alla missione lunare Apollo 13) pronto a prendere il suo posto per raggiungere la Luna.
- Guest star: Sean MacLean (John Swigert)

- Ascolti USA: telespettatori 1 540 000.[21]

## L'uomo sulla Luna
- Titolo originale: Moonshot
- Diretto da: Kevin Mock
- Scritto da: Grainne Godfree

### Trama
Passato. Rip Hunter accompagna Henry Heywood nella New York del 1965 affinché lui si trovi una nuova identità e perché protegga la Lancia del Destino a ogni costo; costui si infiltra nella NASA pensando infatti di nascondere il suo pezzo di lancia nell'asta della bandiera americana che Neil Armstrong piazzò sulla Luna quattro anni dopo.
Presente. Le Leggende si mettono sulle sue tracce e, conoscendo i suoi trascorsi di pilota di caccia, deducono che abbia trovato un impiego all'altezza delle sue competenze. Lo trovano infatti che ricopre un ruolo di prestigio presso la NASA. La squadra comandata da Sara Lance si infiltra a Houston e informa Heywood che la Legione del Destino dà la caccia ai frammenti della Lancia, compreso quello in suo possesso, che però Heywood ha nascosto sulla Luna illudendosi che fosse al sicuro; quando però le Leggende si rendono conto che la missione dell'Apollo 13 (che è in orbita attorno alla luna) sta andando alla perfezione, capiscono che la storia è stata modificata (un serbatoio di ossigeno a bordo della navicella sarebbe dovuto esplodere a causa di un guasto, incidente che impedirà l'allunaggio dell'equipaggio) e quindi che la lancia è in pericolo; difatti Thawne ha preso le sembianze di John Swigert e si è infiltrato sulla nave lunare al suo posto, mettendo k.o. gli altri due astronauti, per raggiungere la Luna indisturbato.
Il pezzo di lancia viene recuperato invece da Ray Palmer che cattura Eobard Thawne (in assenza di gravità lui non possiede la super velocità), e poi l'equipaggio è costretto a fidarsi di lui per sapere come rientrare sulla Terra con la Waverider seriamente danneggiata; perché la nave raggiunga il giusto angolo di rientro sulla Terra, è necessario però il sacrificio del Comandante Acciaio che viene sbalzato fuori dalla nave. Infine, appena tornati sulla Terra, Eobard Thawne recupera i suoi poteri e fugge via.
- Guest star: Matt Letscher (Eobard Thawne/Anti-Flash|Anti Flash), Matthew MacCaull (Henry Heywood/Comandante Acciaio), Patrick Lubczyk (Hank Heywood: figlio di Henry Heywood e padre di Nathan Heywood) (potrebbe trattarsi di Hank Heywood III/Acciaio).

- Ascolti USA: telespettatori 1 340 000.[22]

## La compagnia della lancia
- Titolo originale: Fellowship of the Spear
- Diretto da: Ben Bray
- Scritto da: Keto Shimizu e Matthew Maala

### Trama
Dopo avere rubato alla Legione gli ultimi frammenti della Lancia del destino e averla rimessa insieme, la squadra delle Leggende si rende conto che la reliquia è troppo pericolosa per chiunque la possegga perché tenta chi gli sta intorno affinché questi la usi, e decidono di distruggerla. Distruggere la Lancia richiede il Sangue di Cristo. Per trovare il Sangue le Leggende si fanno aiutare dal Tenente J.R.R. Tolkien, che nei suoi scritti aveva parlato infatti del Sangue e della tomba di Galvano. Grazie a Tolkien (al quale le Leggende finiscono per fornire l'ispirazione per il Signore degli Anelli) scoprono che il sangue è nel campo di guerra della Battaglia della Somme nel 1916, nella terra in mezzo alle trincee tedesche e inglesi; le Leggende riescono a ottenere un cessate il fuoco tra i due eserciti per potere recuperare il Sangue, ma Mick tradisce la squadra e, plagiato dal redivivo Leonard Snart (che è stato rimosso dalla linea temporale da Eobard Thawne prima che partisse con le Leggende diventando un eroe), consegna la Lancia alla Legione, che la usa per riscrivere la realtà.
- Guest star: Matt Letscher (Eobard Thawne/Anti-Flash|Anti Flash), Neal McDonough (Damien Darhk), John Barrowman (Malcolm Merlyn/Arciere Nero), Wentworth Miller (Leonard Snart/Capitan Cold), Jack Turner (J. R. R. Tolkien)

- Ascolti USA: telespettatori 1 720 000.[23]

## Il mondo dei cattivi
- Titolo originale: Doomworld
- Diretto da: Mairzee Almas
- Scritto da: Ray Utarnachitt e Sarah Hernandez

### Trama
La Legione del Destino usa la Lancia per riscrivere la realtà a loro piacimento. La squadra delle Leggende non ricorda la loro precedente vita, eccetto Mick che ritorna a essere partner di Leonard Snart. Nate, presto si rende conto che qualcosa non va e cerca di fare tornare alla sua squadra i ricordi delle esistenze passate. Snart uccide Amaya consentendo a Thawne di distruggere la Lancia del Destino. Il malvagio velocista decide di risparmiare la vita alle Leggende lasciandole per sempre nel mondo creato da lui.
- Guest star: Emily Bett Rickards (Felicity Smoak/Overwatch), Neal McDonough (Damien Darhk), John Barrowman (Malcolm Merlyn/Arciere Nero), Wentworth Miller (Leonard Snart/Capitan Cold), Matt Letscher (Eobard Thawne|Eobard Thawne/Anti-Flash)

- Ascolti USA: telespettatori 1 590 000.[24]

## Aruba
- Titolo originale: Aruba
- Diretto da: Rob Seidenglanz
- Scritto da: Phil Klemmer e Marc Guggenheim

### Trama
Le Leggende tentano di mettere in atto un ultimo piano per cercare di impedire alla Legione di impossessarsi definitivamente della Lancia. Torneranno indietro nel tempo, anche se senza poteri, nel 1916, dove ci sono i "loro" precedenti. Se avranno successo, diventeranno delle aberrazioni e saranno cancellati dalla realtà. Ma riusciranno a sconfiggere la Legione distruggendo, con l'aiuto del flash nero Thawne e rispedendo nelle loro epoche Darhk, Merlyn e Leonard. Sara dopo essere tornata sulla nave scopre che Rip vuole lasciare le leggende per creare un'agenzia che sostituisca i Time Masters e prima di andarsene nomina Sara nuovo capitano della weaverider. L'episodio termina con le leggende che si rendono conto che interagendo con i loro stessi del 1916 hanno rotto il tempo e ora sono in un presente con animali, cose e oggetti di altre epoche.
- Guest star: Neal McDonough (Damien Darhk), Katie Cassidy (Laurel Lance/Black Canary), John Barrowman (Malcolm Merlyn/Arciere Nero), Wentworth Miller (Leonard Snart/Capitan Cold), Jack Turner (J. R. R. Tolkien)

- Ascolti USA: telespettatori 1 520 000.[25]